# Clausicella melitarae
Clausicella melitarae là một loài ruồi trong họ Tachinidae.